# Adriaan van der Burg

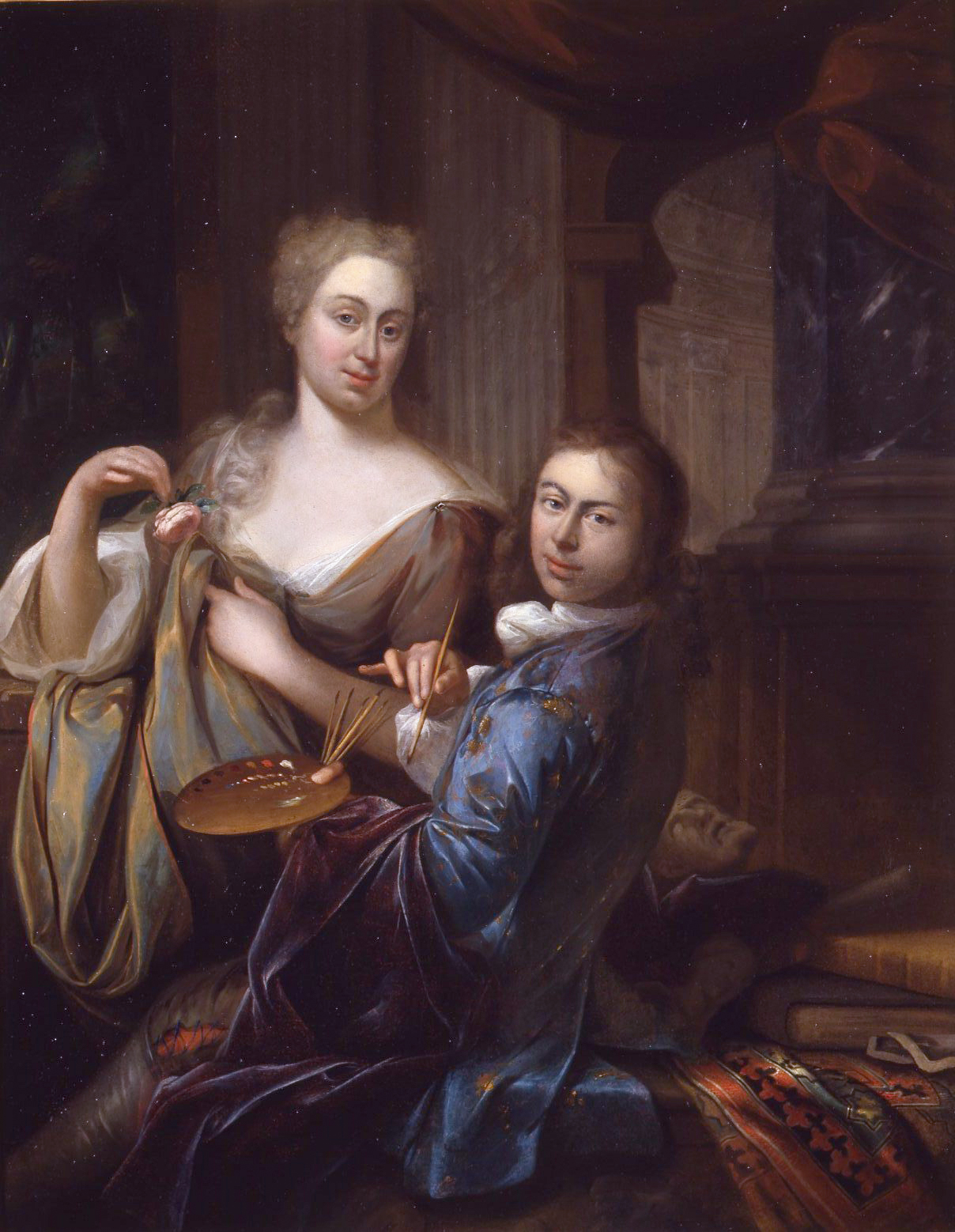
Autorretrato con su esposa, 1729, Museo de Dordrecht

Adriaan van der Burg (1693-1733) fue un pintor del siglo XVIII de los Países Bajos.

## Biografía

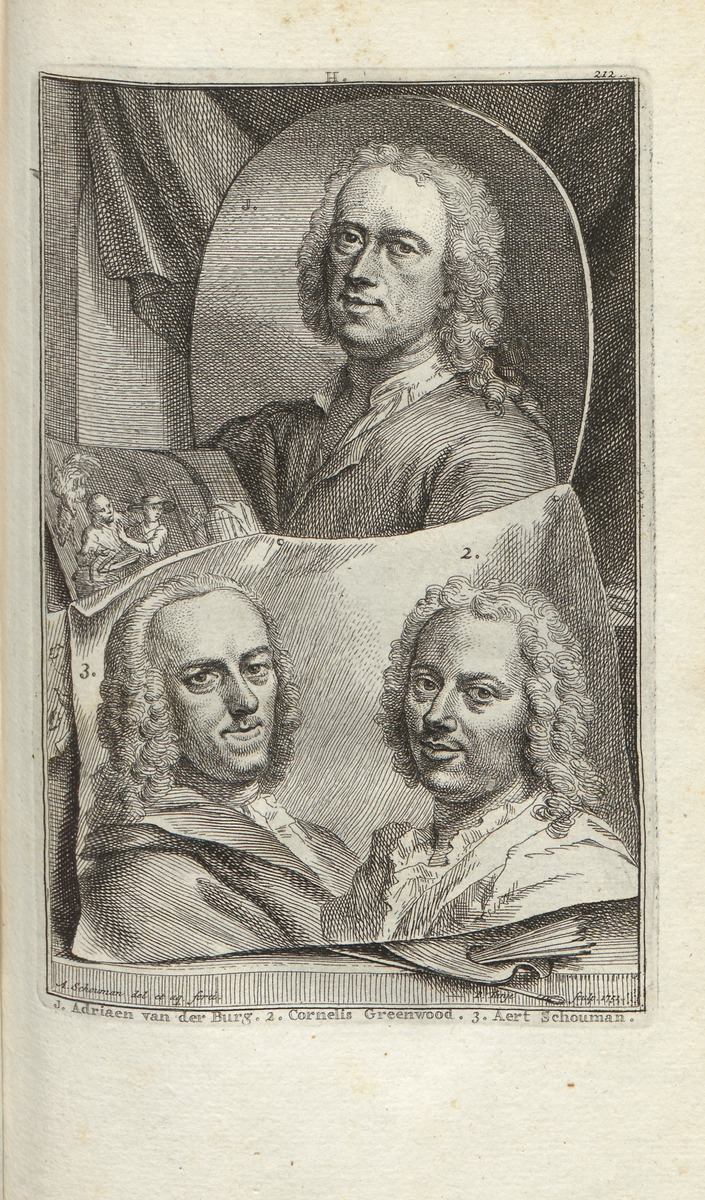
Cuadro de Adriaan van der Burg(arriba) y sus dos pupilos Aert Schouoman (izquierda) y Cornelis Greenwood (derecha).

Van der Burg nació y murió en Dordrecht. Según Jan van Gool fue alumno de Arnold Houbraken y lo acompañó a Ámsterdam, donde completó su educación antes de regresar a Dordrecht, donde se convirtió en un retratista popular y el maestro de Aert Schouman y Cornelis Greenwood. Schouman hizo los grabados del libro sobre Jan van Gool basado en un autorretrato que Schouman compró a la viuda Adriaan van der Burg.
De acuerdo con el RKD él era el maestro de Aert Schouman y era conocido por la decoración de interiores.